# Cascellabrücke

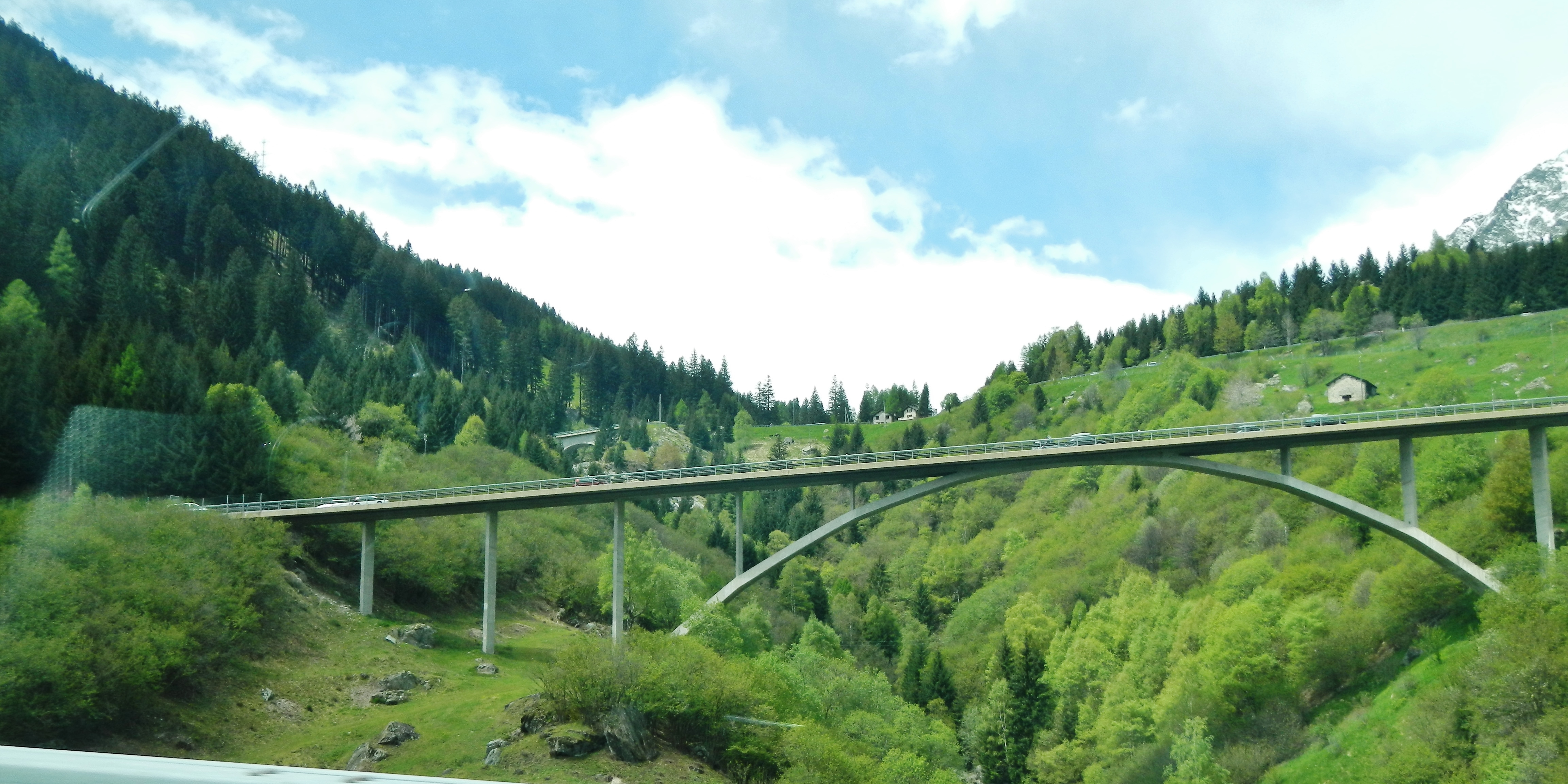
Ponte Cascella bei Mesocco von der A13 (E43) von Süden kommend gesehen

Die Cascellabrücke (ital: Ponte Cascella) führt die Autostrasse A13 über die Moesa im Misox südlich des San-Bernardino-Passes im Kanton Graubünden. Sie wurde von Christian Menn entworfen. Die Cascellabrücke wird zusammen mit der Naninbrücke  aufgrund ihrer Entstehungsgeschichte, Bauweise und räumlichen Nähe als Zwillingsbrücke bezeichnet. Beide Brücken stehen in der Bautradition von Robert Maillart.

## Lage
Die Cascellabrücke, die das Bogenkonzept der Rheinbrücke Tamins fortführt, gehört mit der Naninbrücke zu den eindrücklichsten Bauwerken entlang der San-Bernardino-Route. Die Brücke liegt rund 16 km nach dem San Bernardino-Pass kurz vor der Ortschaft Mesocco unterhalb Pian San Giacomo. Von Norden her kommend überqueren die Fahrzeuge den Fluss Moesa über die Cascellabrücke und dann nach einer etwa 180-Grad-Drehung der Autobahn den Fluss über die Naninbrücke erneut.

## Technische Daten
Eigentümer der Brücke ist das Transportdepartement des Kantons Graubünden. Der polygonal geformte Bogen der Strassenbrücke wurde so konstruiert, dass mit dem gleichen Lehrgerüst der Naninbrücke auch ein Jahr später die Cascellabrücke betoniert werden konnte. Die Brücke wurde mit einem Längsgefälle von 6,2 % erstellt. Die sehr starke Auflösung der Brücke sorgt dafür, dass das Bauwerk das Landschaftsbild nicht zerstört. Die Brückentafel der Brücke besteht aus Spannbeton, Bogen und Pfeiler aus Stahlbeton. Die Fahrbahntafel kragt 2,95 m weit über die obere Hohlplatte aus.
- Baubeginn: 1967
- Fertigstellung: 1968
- Bauweise: polygonale Bogenbrücke mit aufgeständerter Fahrbahn
- Hauptspannweite: 96 m
- Pfeilhöhe: 20 m
- Gesamtlänge: 173 m
- Feldweiten: 13,5 m – 14,5 m – 96 m – 15 m – 14,5 m – 13,5 m
- Bogenbreite: 4–5,5 m
- Bogendicke: 0,9–1,2 m
- Fahrbahnträger Feldweiten: 13,5 m – 14,5 m – 14 m – 13 m – 12 m | 12 m – 13 m – 14 m – 15 m – 14,5 m – 13,5 m
- Fahrbahnträger Überbaubreite: 9,9 m[5]